# Ryōko Yonekura
Ryoko Yonekura (jap. 米倉 涼子 Yonekura Ryōko; ur. 1 sierpnia 1975 r. w Jokohamie) – japońska aktorka i modelka.

## Biografia
Yonekura uczyła się baletu klasycznego przez 15 lat, od piątego roku życia. Reprezentowana przez agencję Oscar Promotion, w 1992 roku zdobyła nagrodę dla młodych piękności. W 1993 roku rozpoczęła karierę jako modelka, pracując dla magazynów mody takich jak CanCam. W czerwcu 1999 roku zapowiedziała, że ma zamiar rozpocząć karierę aktorską. Jej debiut aktorski odbył się w serialu telewizyjnym (TBS Koi no Kamisama i od tego czasu pojawiła się w wielu serialach.

## Filmografia

### Seriale
- Doctor X ~ Gekai Daimon Michiko 5 (TV Asahi 2017) jako Daimon Michiko
- Doctor X ~ Gekai Daimon Michiko 4 (TV Asahi 2016) jako Daimon Michiko
- Kagero Ezu (Fuji TV 2016)
- Doctor X ~ Gekai Daimon Michiko SP (TV Asahi 2016) jako Daimon Michiko
- Kaseifu wa Mita! 2015 (TV Asahi 2015)
- Autobahn (Fuji TV 2014)
- Tsuyoki Ari (TV Tokyo 2014)
- Doctor X ~ Gekai Daimon Michiko 3 (TV Asahi 2014) jako Daimon Michiko
- Kaseifu wa Mita! 2014 (TV Asahi 2014)
- Doctor X ~ Gekai Daimon Michiko 2 (TV Asahi 2013) jako Daimon Michiko

35-sai no Koukousei (NTV 2013)
- Atsui Kuuki (TV Asahi 2012)
- Doctor X ~ Gekai Daimon Michiko (TV Asahi 2012) jako Daimon Michiko
- Nasake no Onna SP (TV Asahi 2012)
- HUNTER ~Sono Onnatachi, Shoukin Kasegi~ (Fuji TV, KTV 2011)
- Nasake no Onna (TV Asahi 2010)
- Koshonin 2 (TV Asahi 2009)
- Koshonin SP (TV Asahi 2009)
- Koori no Hana (TV Asahi 2008)
- Monster Parent (Fuji TV 2008)
- Koshonin (TV Asahi 2008)
- Katagoshi no Koibito (TBS 2007)
- Warui Yatsura (TV Asahi 2007)
- Fushin no Toki (Fuji TV 2006)
- Kemonomichi (TV Asahi 2006)
- Onna no Ichidaiki: Sugimura Haruko (Fuji TV 2005)
- Haru to Natsu (NHK 2005)
- Nyokei Kazoku (TBS 2005)
- Doyo Wide Gekijo Kurokawa no Techo SP (TV Asahi 2005)
- Kurokawa no Techo (TV Asahi 2004)
- Okusama wa Majo (TBS 2004)
- Musashi (NHK 2003)
- Seikei Bijin (Fuji TV 2002)
- Pretty Girls (TBS 2002)
- Hikon Kazoku (Fuji TV 2001)
- Love Revolution (Fuji TV 2001)
- Straight News (NTV 2000)
- Tenki-yoho no Koibito (Fuji TV 2000)
- Hatachi no Kekkon (TBS 2000)
- Koi no Kamisama (TBS 2000)

### Filmy
- Koshonin The Movie (2010)
- Sakura no sono (2008)
- Nezu no ban (2005)
- Gun Crazy (2002)
- Danboru House Girl (2001)